# ハッピー・マニア
『ハッピー・マニア』（Happy Mania）は、安野モヨコによる日本の漫画作品。『FEEL YOUNG』（祥伝社）にて1995年より2001年まで連載された。単行本が全11巻、文庫では全6巻、新装版は全8巻。2020年12月時点でシリーズ累計発行部数は330万部を突破している。
また、同作を原作としたテレビドラマがフジテレビ系で1998年7月8日から9月23日まで毎週水曜日22:00 - 22:54に放送された。稲森いずみが連続ドラマ初主演。
2017年、同誌8月号で続編となる『後ハッピー・マニア』の読み切りを掲載後、2019年10月号より連載中。「このマンガがすごい！2021」オンナ編2位受賞。『CREA』（文藝春秋）2022年秋号にて発表された「CREA夜ふかしマンガ大賞」にて7位を受賞。

## あらすじ
重田加代子（愛称：シゲカヨ）は、自分だけ恋人がいないことに日々悩んでいた。理想の恋人を求めて突っ走るが、いつも何かに引っ掛かる。しかし失敗しても、すぐに立ち直りスタートに戻る。そんな彼女に振り回されるのが、シゲカヨの年上の親友・福永ヒロミ（愛称：フクちゃん）である。「そんな男に引っ掛かっちゃダメ」と言うが、実は自身もここ数年いい男が目の前に現れない。果たして、2人の「しあわせさがし」の行方は？

## 登場人物
重田 加代子（しげた かよこ） / シゲタ
主人公。男を見る目がなく、失敗が多い。「マッシモ！」が口グセ。
高橋 修一（たかはし しゅういち） / タカハシ
シゲタのアルバイト先の同僚。シゲタを慕っている。厳しい家の育ち。
福永 ヒロミ（ふくなが ひろみ） / フクちゃん
シゲタの親友。重田に客観的なアドバイスをすることが多い。
藤堂 秀樹（とうどう ひでき） / ヒデキ
フクちゃんと知り合った男性。

## テレビドラマ
- 放送期間：1998年7月8日 - 9月23日
- 放送時間：水曜日22:00 - 22:54
- 放送回数：12回
- 平均視聴率：16.8%

### 出演者
- 重田加代子（25）：稲森いずみ
- 福永ヒロミ（27）：藤原紀香
- 松江剛（27）：諸星和己
- 藤堂秀樹（34）：阿部寛
- 高橋修一（21）：金子賢
- 三浦すみれ（20）：上原さくら
- 坂巻麗子（32）：国生さゆり
- 山田肇（35）：村田雄浩
- 松本光二：中村俊介
- 田村純：村松亮太郎
- 堺邦彦：本宮泰風
- 岸和田悟郎：沢村一樹
- 梅本みどり：街田しおん
- 梅本駒人：平泉成
- 大河内清次：東幹久
- 大倉竜太：美木良介
- 重田和代：茅島成美
- 水沢達也：橋龍吾
- 中島俊介：神保悟志
- 高橋真一郎：清水章吾
- 高橋よし子：只野あっ子

### その他
- 藤木直人
- 加藤貴子
- 渡辺由紀
- 天田貴子
- 田中要次
- きたろう
- 高槻純
- 神木隆之介
- 郡司あやの
- 渡辺憲吉

他

### 出演協力
- 古賀プロダクション
- セントラルグループ・セントラル子供タレント
- オスカープロモーション

### スタッフ
- 原作：安野モヨコ『ハッピー・マニア』（祥伝社フィールコミックス）
- 脚本：楠本ひろみ、梅田みか
- 音楽：見岳章
- オリジナルサウンドトラック：ビクタースピードスターレコーズ
- 企画：清水賢治、鈴木吉弘
- プロデュース：加藤正俊
- 演出：木下高男、平野眞
- プロデュース補：梨本みゆき
- 演出補：都築淳一、明山智、岡嶋純一
- 制作担当：坂下哲也
- 制作主任：小川賢治、伊藤宏、織田真二
- 音楽協力：フジパシフィック音楽出版
- 協力：バスク、フジアール、ベイシス
- 制作：フジテレビ、共同テレビ

### テーマ曲
- 主題歌：サザンオールスターズ『PARADISE』（タイシタレーベル）
- 挿入歌：FUNNY GENE『Love2 Power』

### 受賞歴
- 第18回ザテレビジョンドラマアカデミー賞[7]
  - ベストドレッサー賞（稲森いずみ）

### 放送日程
| 各話 | 放送日        | サブタイトル             | 視聴率 |
| ---- | ------------- | ------------------------ | ------ |
| 1    | 1998年7月08日 | 恋の暴走機関車!!         | 20.8%  |
| 2    | 1998年7月15日 | 女25才の夏が腐っていく!! | 17.0%  |
| 3    | 1998年7月22日 | 恋の底引き網漁法         | 18.5%  |
| 4    | 1998年7月29日 | 今夜は本物の恋愛ドラマ   | 17.1%  |
| 5    | 1998年8月05日 | 最後に笑う仕事命の女!!   | 16.4%  |
| 6    | 1998年8月12日 | しまった!! 完全不倫宣言  | 14.7%  |
| 7    | 1998年8月19日 | さよならタカハシ         | 15.4%  |
| 8    | 1998年8月26日 | 対に女の友情も破壊!!     | 16.8%  |
| 9    | 1998年9月02日 | 祝!! フクちゃんの結婚式  | 18.1%  |
| 10   | 1998年9月09日 | 悲劇ヒデキ!! 成田前離婚  | 不明   |
| 11   | 1998年9月16日 | 失礼な!! 嫁不適格だと!?  | 15.6%  |
| 12   | 1998年9月23日 | 愛の大ドンデン返し!!     | 16.2%  |

## 書誌情報

### 単行本
- 安野モヨコ『ハッピー・マニア』祥伝社〈FEEL COMICS GOLD〉、全11巻 
  1. 1996年4月8日発売、ISBN 4-396-76148-1
  2. 1996年8月8日発売、ISBN 4-396-76153-8
  3. 1996年12月13日発売、ISBN 4-396-76158-9
  4. 1997年7月8日発売、ISBN 4-396-76166-X
  5. 1998年2月12日発売、ISBN 4-396-76175-9
  6. 1998年8月7日発売、ISBN 4-396-76187-2
  7. 1999年2月8日発売、ISBN 4-396-76195-3
  8. 1999年9月24日発売、ISBN 4-396-76209-7
  9. 2000年4月20日発売、ISBN 4-396-76220-8
  10. 2000年11月13日発売、ISBN 4-396-76237-2
  11. 2001年10月20日発売、ISBN 4-396-76257-7
- 安野モヨコ『後ハッピー・マニア』祥伝社〈FEEL COMICS〉、既刊5巻（2024年8月8日現在）
  1. 2020年8月6日発売[8]、ISBN 978-4-396-76795-2
  2. 2021年4月24日発売、ISBN 978-4-396-76823-2
  3. 2022年5月7日発売、ISBN 978-4-396-76854-6
  4. 2023年6月23日発売、ISBN 978-4-396-76887-4
  5. 2024年8月8日発売、ISBN 978-4-396-75052-7

### 文庫版
- 安野モヨコ『ハッピー・マニア』祥伝社〈祥伝社コミック文庫〉、全6巻
  1. 2001年5月25日発売、ISBN 4-396-38001-1
  2. 2001年5月25日発売、ISBN 4-396-38002-X
  3. 2001年9月25日発売、ISBN 4-396-38004-6
  4. 2001年9月25日発売、ISBN 4-396-38005-4
  5. 2002年2月25日発売、ISBN 4-396-38008-9
  6. 2002年2月25日発売、ISBN 4-396-38010-0

### 新装版
- 安野モヨコ『ハッピー・マニア』祥伝社〈FEEL COMICS〉、全8巻
  1. 2009年7月8日発売[9]、ISBN 978-4-396-76465-4
  2. 2009年7月8日発売、ISBN 978-4-396-76466-1
  3. 2009年8月8日発売、ISBN 978-4-396-76468-5
  4. 2009年9月8日発売、ISBN 978-4-396-76472-2
  5. 2009年10月8日発売、ISBN 978-4-396-76474-6
  6. 2009年11月7日発売、ISBN 978-4-396-76478-4
  7. 2009年12月8日発売、ISBN 978-4-396-76481-4
  8. 2010年1月8日発売、ISBN 978-4-396-76483-8

  - 2020年、『後ハッピーマニア』第1巻の刊行を記念し、新帯で発売された[10]。

### イラスト集
- 安野モヨコ『ハッピー・マニアイラスト集』祥伝社〈FEEL COMICS〉、1999年2月発売、ISBN 4-396-76194-5